# Boulama Pangara
Boulama Pangara est un village du Cameroun situé dans le département du Djérem et la Région de l'Adamaoua. Il fait partie de la commune de Ngaoundal.

## Population
Lors du recensement de 2005, le village était habité par 306 personnes, 146 de sexe masculin et 160 de sexe féminin.